# Лукас ван Лейден
Лукас ван Лейден, также известен под именами Лука Лейденский, Лукас Хюйгенс ван Лейден, Лукас Якобс (нидерл. Lucas van Leyden, Lucas Huygensz van Leyden, Lucas Jacobsz; 1494, Лейден — 1533, Лейден) — голландский живописец, рисовальщик, мастер резцовой гравюры на меди, офорта и гравюры по дереву эпохи Северного Возрождения. Родом из города Лейдена, Южная Голландия, отсюда его прозвание. Его считают одним из выдающихся гравёров в истории искусства и одним из пионеров эпохи Возрождения в Северных Нидерландах. Лука Лейденский создал оригинальный художественный стиль под влиянием творчества Альбрехта Дюрера, а затем антверпенских романистов — Яна Госсарта и Яна ван Скорела.

## Биография
Лукас учился живописи сначала у отца Хуга Якобса (Huygh Jacobsz) произведения которого не сохранились, затем, одновременно с Артгеном ван Лейденом, у Корнелиса Энгельбрехтсена. Он рано овладел искусством гравюры; работал в Лейдене и Мидделбурге.
У Лукаса был брат Дирк, который тоже стал художником. Хуг Якобс в 1488 году купил дом на Бреестраат в Лейдене и жил там до 1526 года. Молодой Лукас, должно быть, провёл там свое детство.
По сведениям историографа Карела ван Мандера, Лука Лейденский родился в мае или июне 1494 года, он также сообщает, что Лукас был неутомимым художником, который в детстве раздражал свою мать, так как расходовал много свечей, рисуя долгие часы после наступления темноты. Также её тревожило, что, слишком много работая, сын подрывал своё здоровье. По словам ван Мандера, ещё мальчиком он общался только с другими молодыми художниками, гравёрами по стеклу и ювелирами. Как рассказывает ван Мандер, за акварель с изображением святого Хуберта Лукас получил от некоего Йохана ван Локхорста из Лейдена (ум. в 1510 году) по одному золотому флорину за каждые из своих двенадцати лет. Начав работать профессионально в молодом возрасте, он, несмотря на раннюю смерть, оставил значительное творческое наследие.
Где Лукас изучал искусство гравирования, неизвестно. Мотивы для своих гравюр и картин он брал, перерабатывая их, у Маркантонио Раймонди. Он довольно быстро стал первоклассным гравёром: самое раннее из известных произведений Лукаса («Магомет и монах Сергий») датируется 1508 годом. Тогда ему было приблизительно четырнадцать лет, однако в этой работе не обнаруживается никаких следов незрелости. Этим же годом датируется атрибутируемая Лукасу ван Лейдену картина «Игра в шахматы», которая является одним из первых произведений Бытовой жанр бытового жанра в нидерландской живописи и содержит единственное из известных изображение партии в курьерские шахматы.
Вскоре после 1526 года Лукас женился на Элизабет ван Бошхёйзен (Elisabeth van Boschhuyzen), которая происходила из известной лейденской семьи. Ее отец, Якоб ван Бошхёйзен, был мэром и шерифом. Этот брак остался бездетным. У Лукаса была внебрачная дочь в молодом возрасте, Марийтье (Marijtgen), которая родилась около 1512 года. Она вышла замуж за художника Даммаса Класа де Хойя (Dammas Claesz de Hoij), и вместе они стали предками семьи художников Де Хой. Сын Марийтье Лукас Даммес де Хой родился незадолго до смерти Ван Лейдена и тоже стал художником. Именно он предоставил Карелу ван Мандеру биографические сведения о Лукасе ван Лейдене.
В 1514 году Лукас стал мастером Гильдии святого Луки в Лейдене. В 1521 году он побывал в Антверпене, в то время, когда по Нидерландам путешествовал Альбрехт Дюрер. Два художника встретились между 8 и 21 июня 1521 года в Антверпене. Они обменялись гравюрами, и по этому случаю Дюрер нарисовал портрет Ван Лейдена.
В 1522 году художник вступил в Гильдию святого Луки в Антверпене. В 1527 году Лукас был в Мидделбурге, встретившись там с Яном Госсартом. Непрерывный ряд датированных гравюр позволяет проследить за развитием Лукаса как мастера графики на протяжении всей его жизни.
Лукас ван Лейден много путешествовал, вместе с Госсартом странствовал по Фландрии и Брабанту, был в Мехелене и Генте. Ван Мандер описывает ван Лейдена во время этой поездки как тщеславного и показного человека, пытавшегося превзойти своих коллег дорогой одеждой и заносчивым поведением.
Ван Лейден скончался летом 1533 года после продолжительной болезни туберкулезом. В последние два года своей жизни он не писал картин. Похоронен в церкви Святого Петра (Pieterskerk) в Лейдене.

## Творчество
Сохранилось семнадцать живописных работ Лукаса, ещё двадцать семь известны из описаний Карела ван Мандера, а также по копиям или рисункам Яна де Бишопа, выполненным в конце XVII века. Лукасу ван Лейдену также приписывают более двухсот офортов и ксилографий. Под влиянием Яна Госсарта ван Лейден сосредоточился на изучении произведений художников итальянского Возрождения. Его интересовали изображения на мифологические сюжеты с обнажёнными фигурами. Немецкий историк и теоретик искусства Макс Фридлендер в своей работе, посвящённой Луке Лейденскому, тем не менее не привёл полной модели стилевой эволюции художника, во многом потому, что творчество Лукаса было затемнено произвольными атрибуциями, которые ныне признаны сомнительными.

Лист из серии «Девять героев древности». Гектор Троянский, Александр Македонский, Юлий Цезарь. Между 1515 и 1517. Гравюра на дереве

Лукас награвировал на дереве иллюстрации к «Хроникам Голландии, Зеландии и Фрисландии» гуманиста Корнелиуса Аврелия (1517), серии ксилографий «Двенадцать царей Израиля» (ок.1520), «Девять героев древности» (между 1515 и 1517), «Сивиллы» (ок.1530) и другие. В серии гравюр «Женские хитрости» (Vrouwenlisten) Лука Лейденский сделал карикатуру на популярный сюжет «Аристотель и Кампаспа» (о том, как философа Аристотеля оседлала куртизанка Филлис; ок. 1515) и на Вергилия, висящего в корзине («Положение Вергилия», сюжет из «Декамерона» Боккаччо; ок. 1514).
Элис Лоутон Смит выделила четыре основных этапа творчества художника: ранние композиции с поясными фигурами (1506—1512), появление в произведениях Лукаса пейзажей (1512—1520), влияние антверпенской школы живописи (1521—1525) и поздние работы (1525—1531) — многофигурные композиции на фоне лесных пейзажей (например, «Исцеление Иерихонского слепца»).
Живописные картины Лукаса ван Лейдена ценятся не так высоко, как его гравюры, но он, несомненно, был одним из выдающихся нидерландских живописцев своего времени. Он считается одним из первых нидерландских художников, обратившихся к бытовому жанру в графике и живописи без навязчивого морализаторства.
В живописном триптихе «Страшный суд» (1526—1527) яркий дневной свет и ритмичное расположение обнажённых тел на просторном пейзажном фоне отражают стремление к классическому композиционному решению и демонстрируют явное влияние нидерландских романистов.
Немецкий романтик, писатель Людвиг Тик в романе «Странствия Франца Штернбальда» (1798) вложил в уста своего героя, художника, восхищавшегося Альбрехтом Дюрером, следующую характеристику: «У Луки не было той строгости рисунка, что отличала Дюрера, контуры были обрисованы не так дерзко и уверенно; зато в позах фигур, да и в колорите у Луки была некая мягкая прелесть, которой не хватало Дюреру. Франц подумал, что оба этих великих художника, должно быть, очень близки по духу».
Гравюры Маркантонио Раймонди с обнажёнными фигурами по рисункам Рафаэля вдохновили Лукаса ван Лейдена на его более поздние работы, особенно на алтарные образы, в которых он является одним из первых голландских интерпретаторов обнажённых фигур в «итальянском стиле», а также на гравюры по итальянским оригиналам, которые мы в наше время называем «репродукционными гравюрами». Однако и Маркантонио Раймонди, несколько позднее, в свою очередь, оказывал влияние на творчество нидерландских художников Северного Возрождения. Раймонди даже копировал некоторые элементы, например детали пейзажа, гравюр Луки.

## Галерея живописи

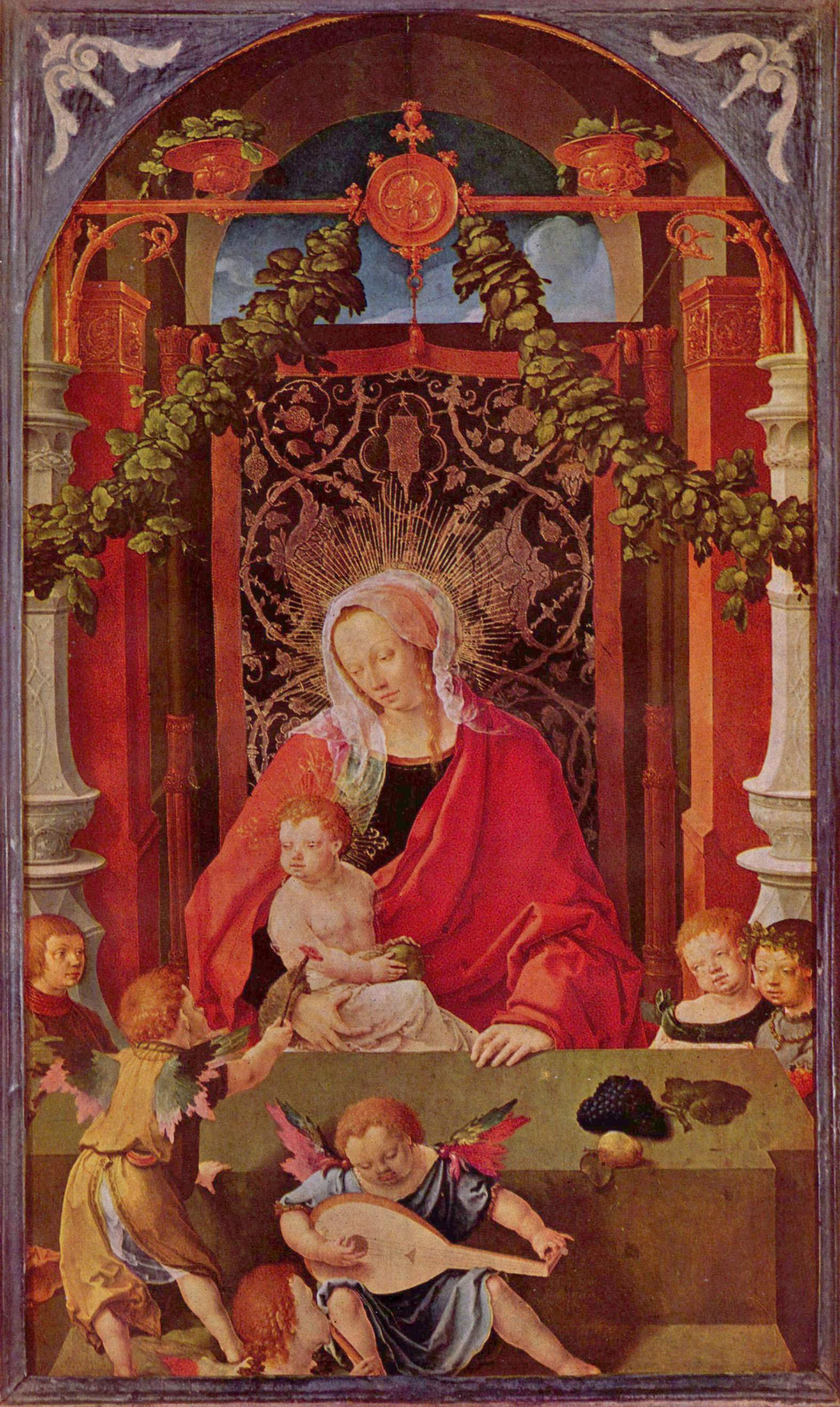
Мадонна с ангелами. Ок. 1520. Дерево, масло. Берлинская картинная галерея
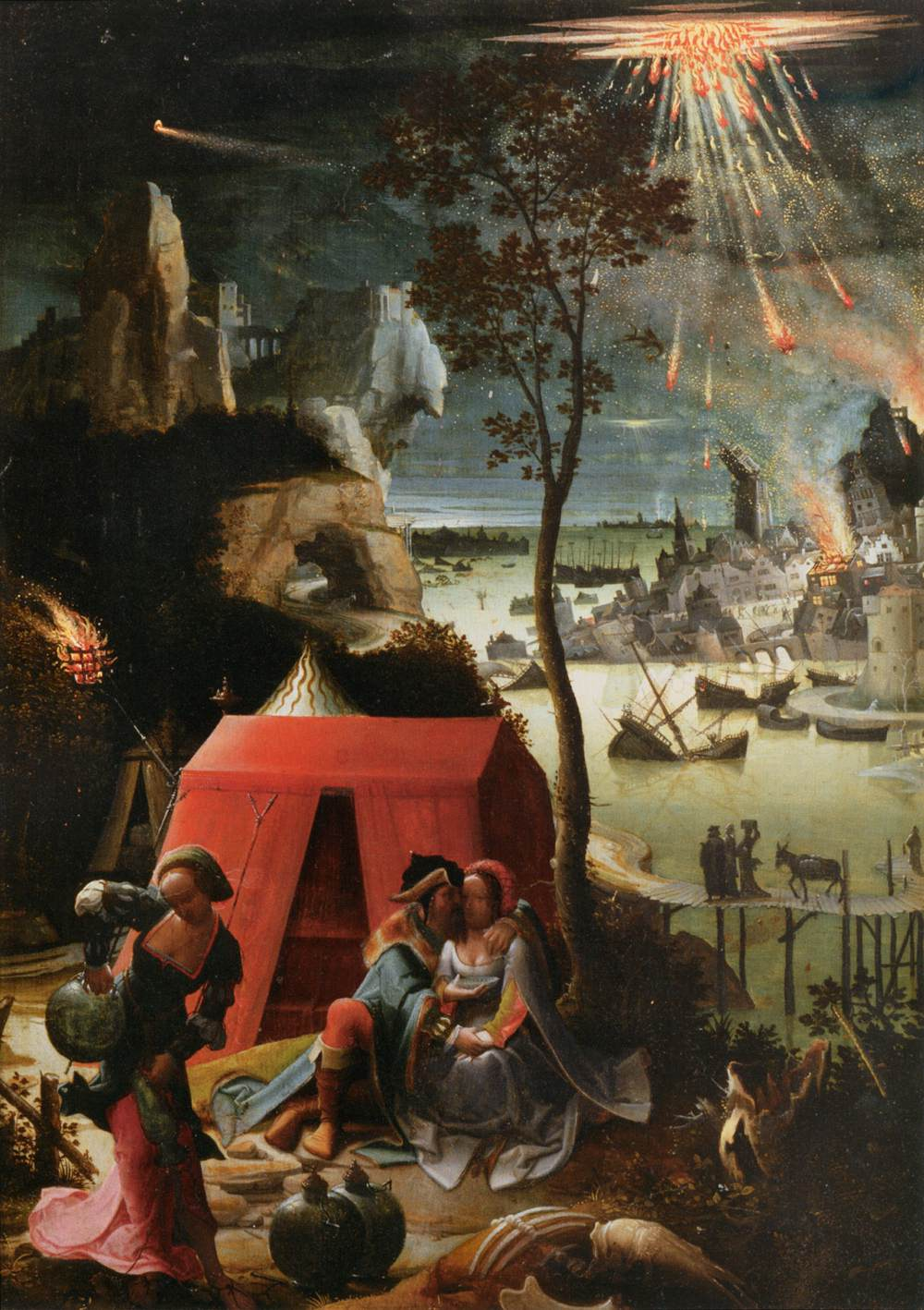
Лот с дочерьми. Ок. 1520. Дерево, масло. Лувр, Париж
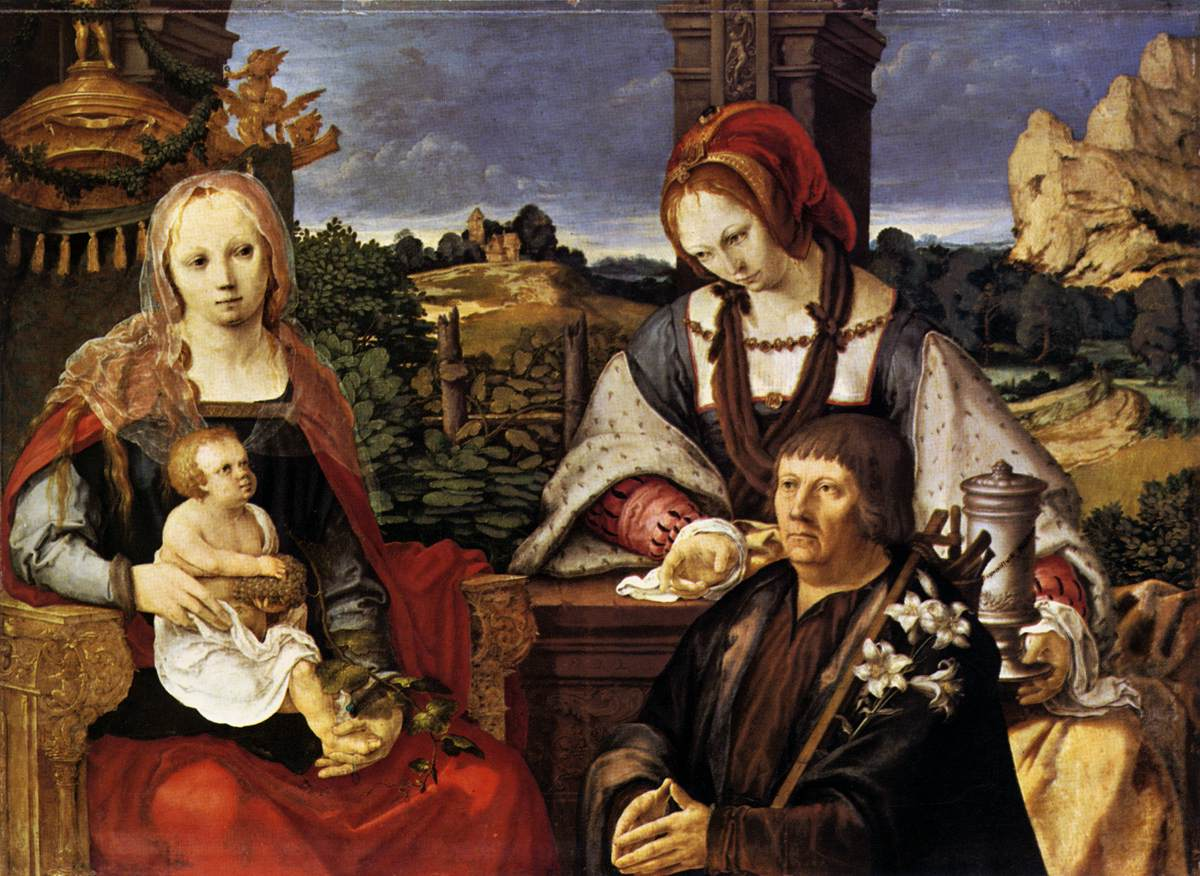
Мадонна с Младенцем, Марией Магдалиной и донатором. 1522. Дерево, масло. Старая Пинакотека, Мюнхен
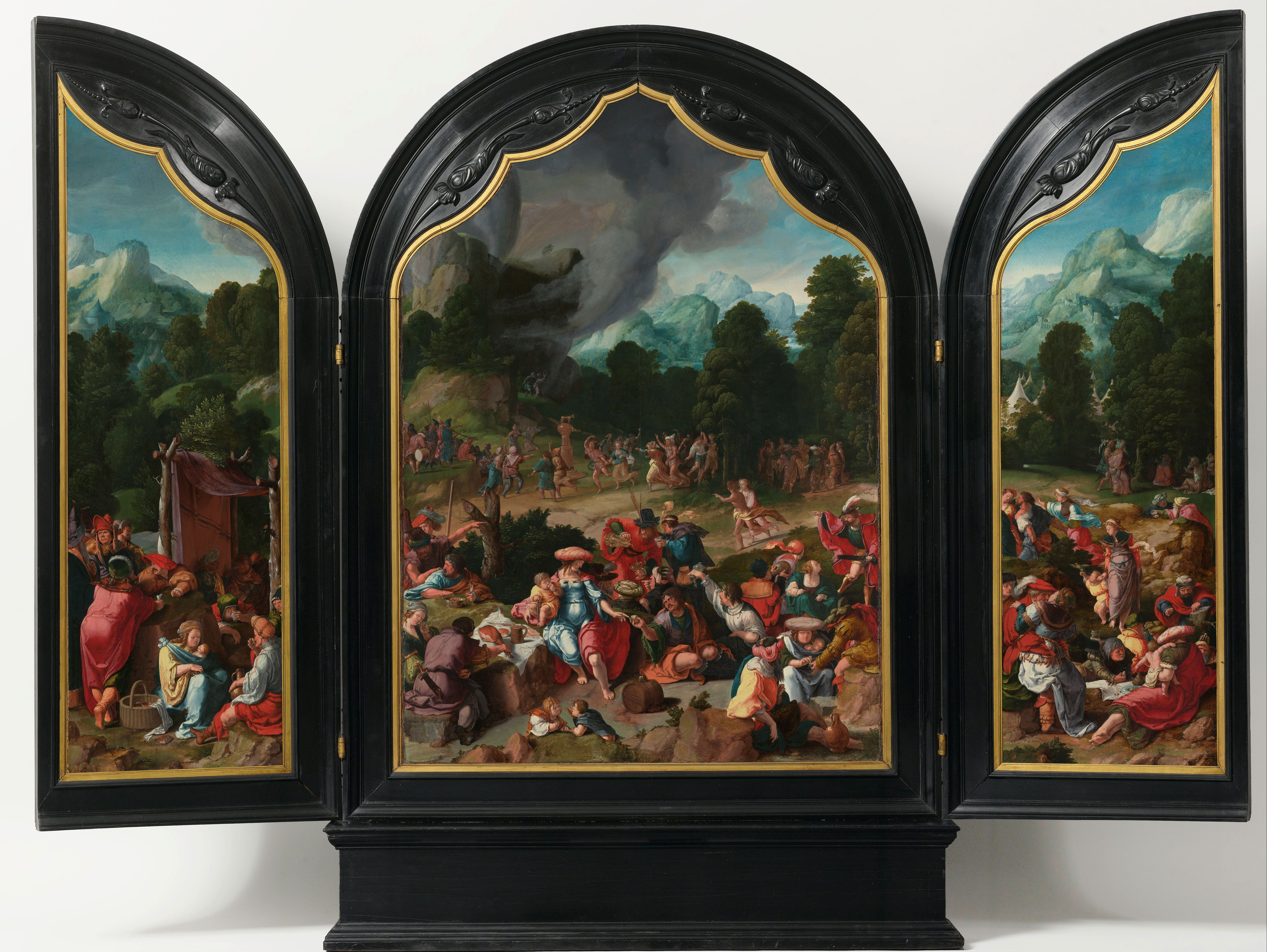
«Триптих с танцами вокруг золотого тельца». Ок. 1525—1535. Дерево, масло. Рейксмюсеум, Амстердам
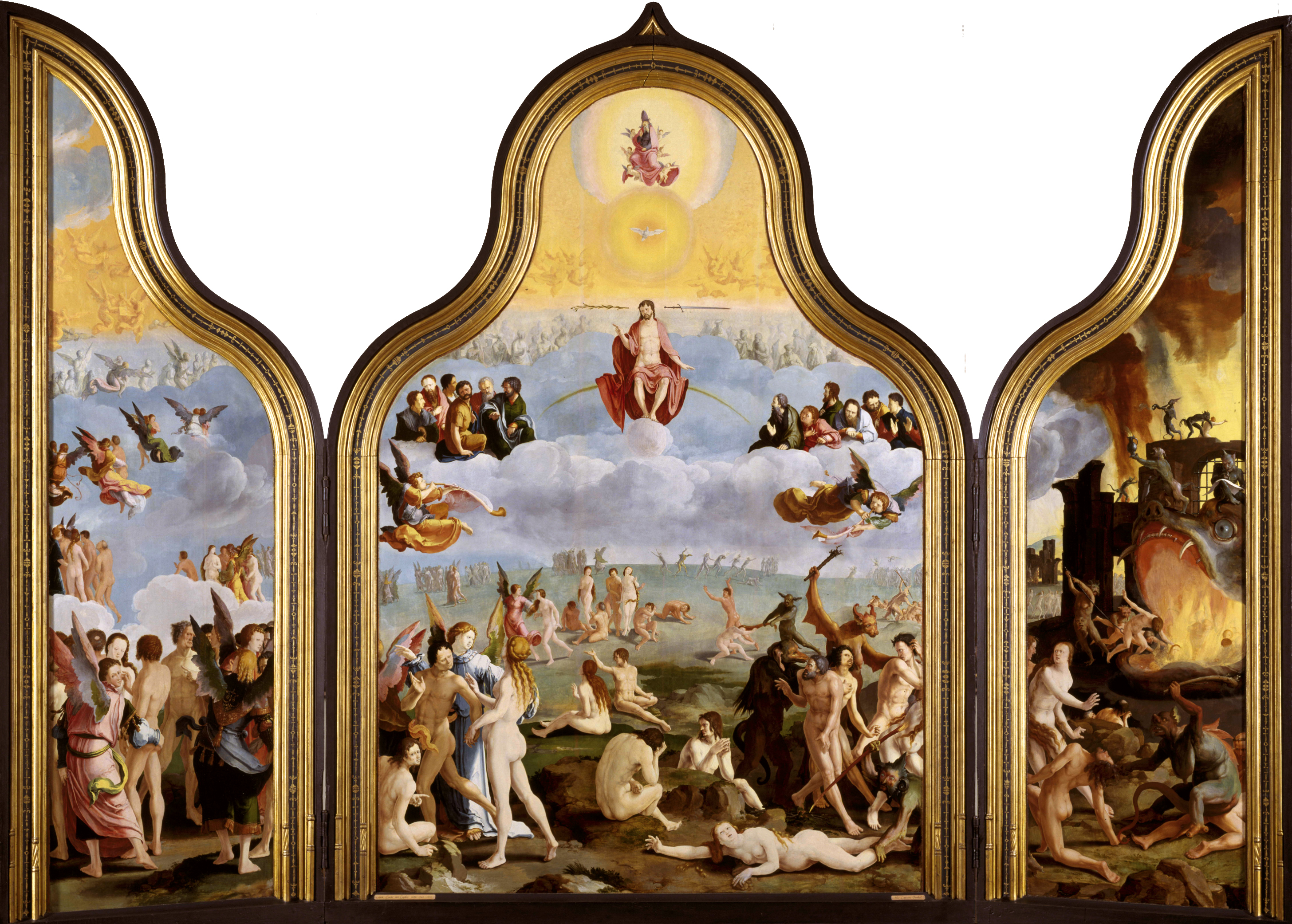
Страшный суд. Триптих. 1526 или 1527. Дерево, масло. Рейксмюсеум, Амстердам
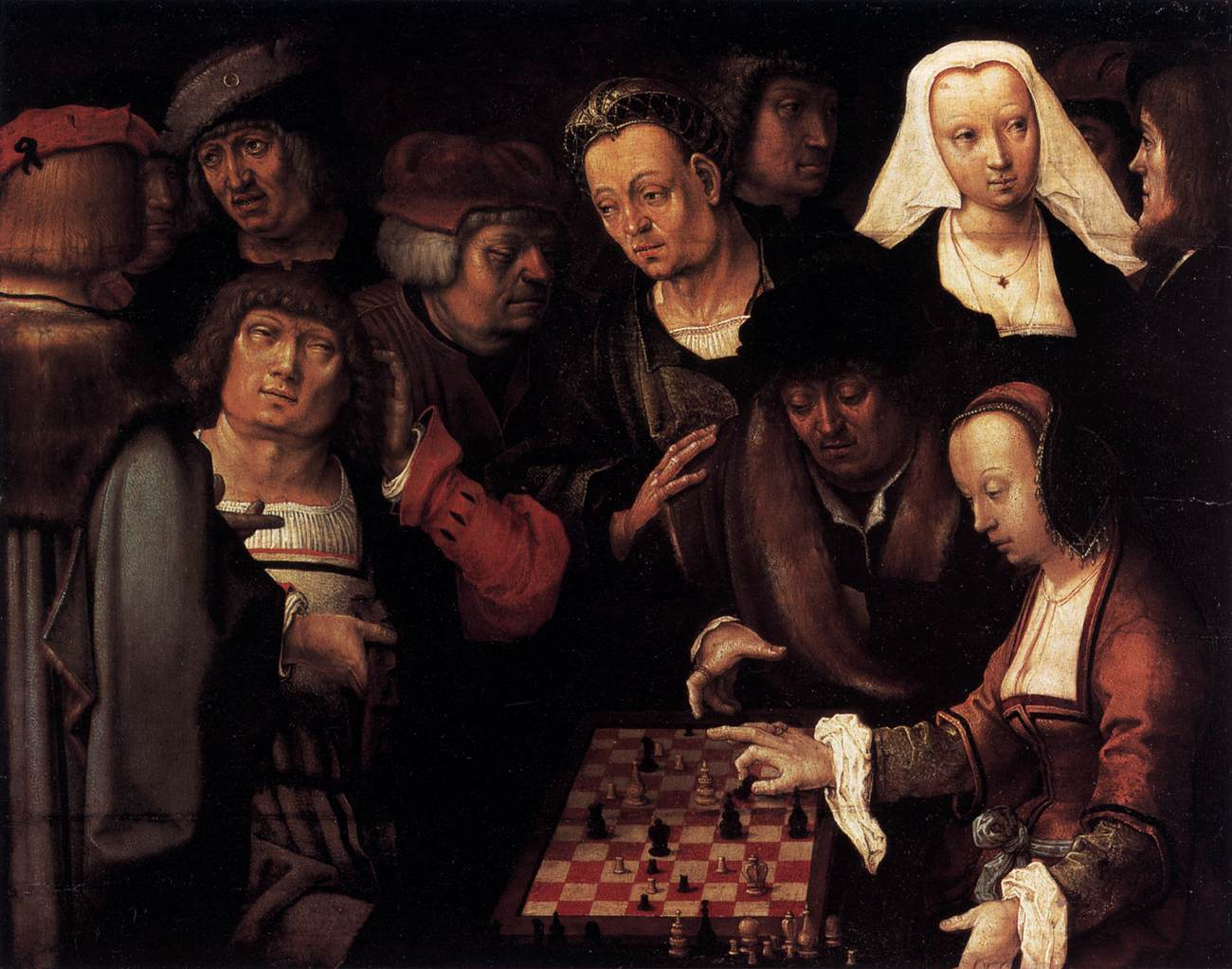
Игра в шахматы. Ок. 1508. Дерево, масло. Берлинская картинная галерея
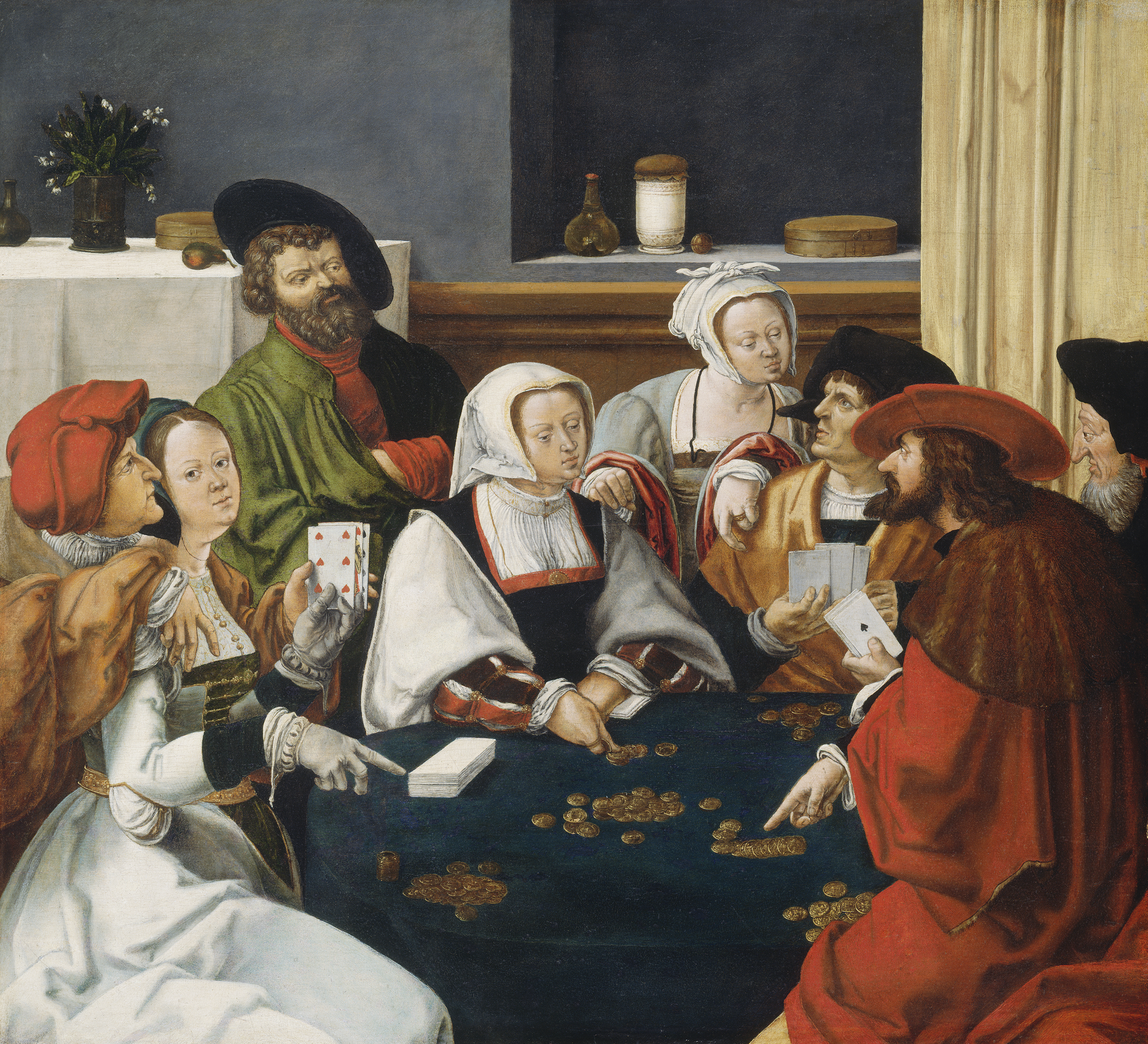
Игроки в карты. Ок. 1570. Дерево, масло. Национальная галерея искусства, Вашингтон

## Гравюры

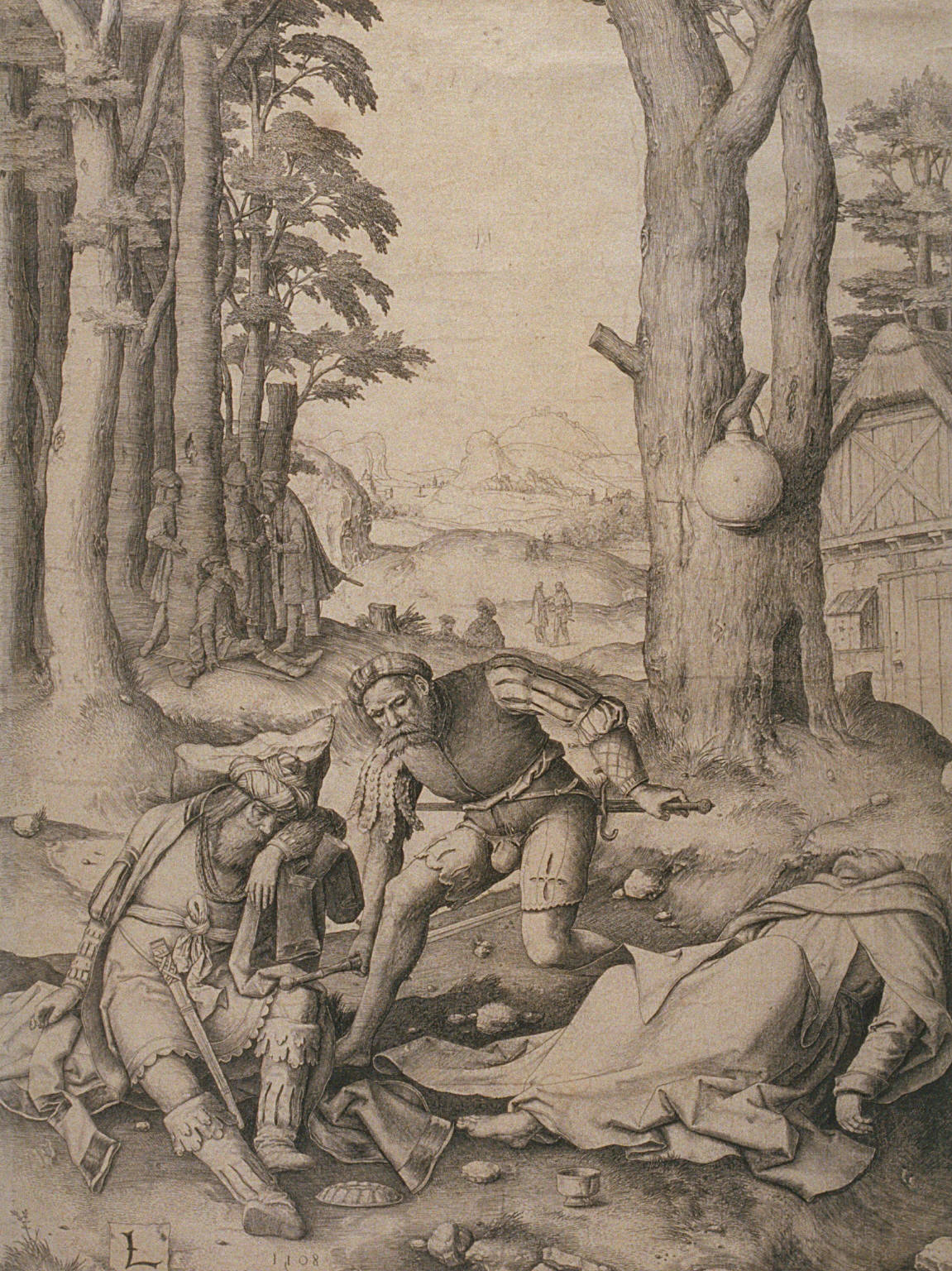
Магомет и монах Сергий. 1508. Резцовая гравюра на меди
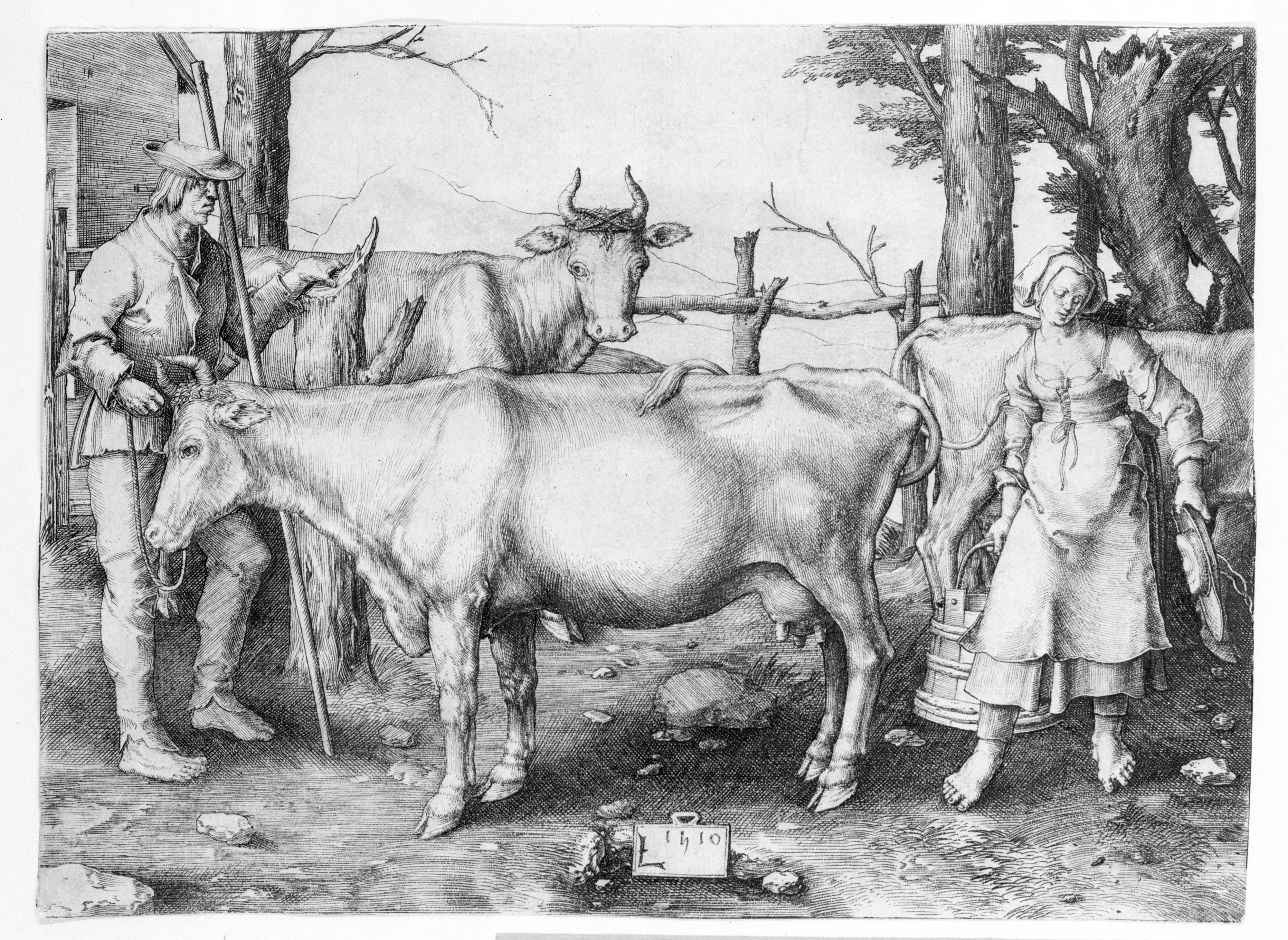
Доярка. 1510. Гравюра на дереве
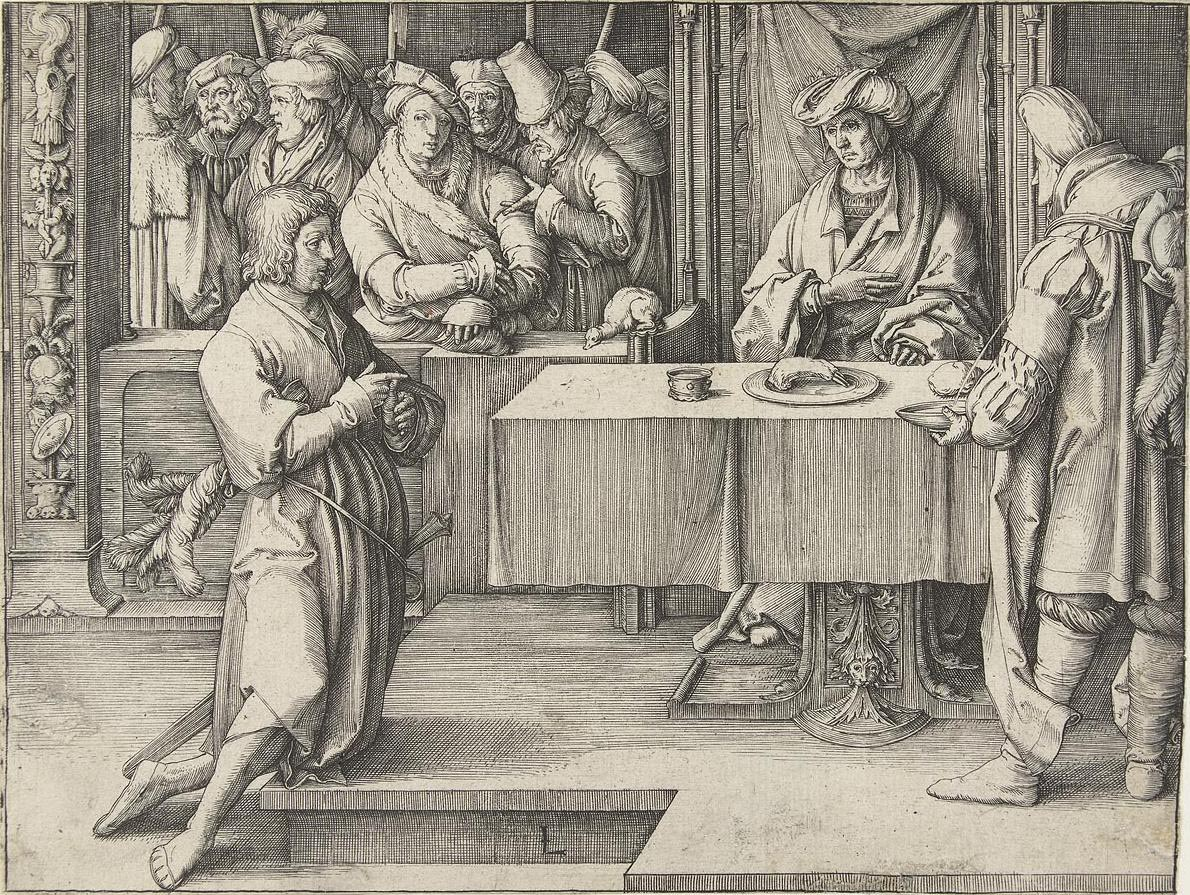
Иосиф толкует фараону его сны. 1512. Резцовая гравюра на меди
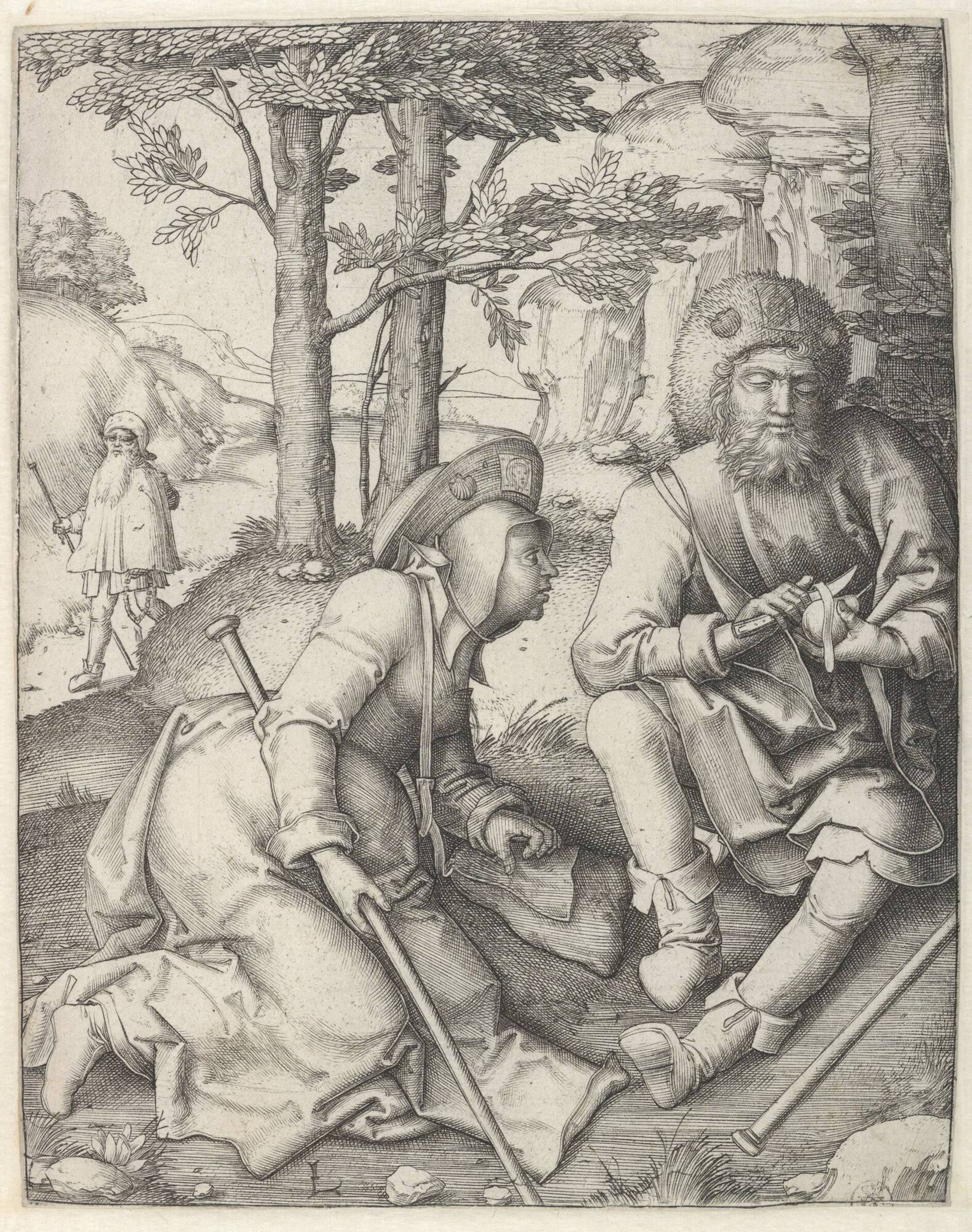
Отдыхающие пилигримы. 1508. Резцовая гравюра на меди
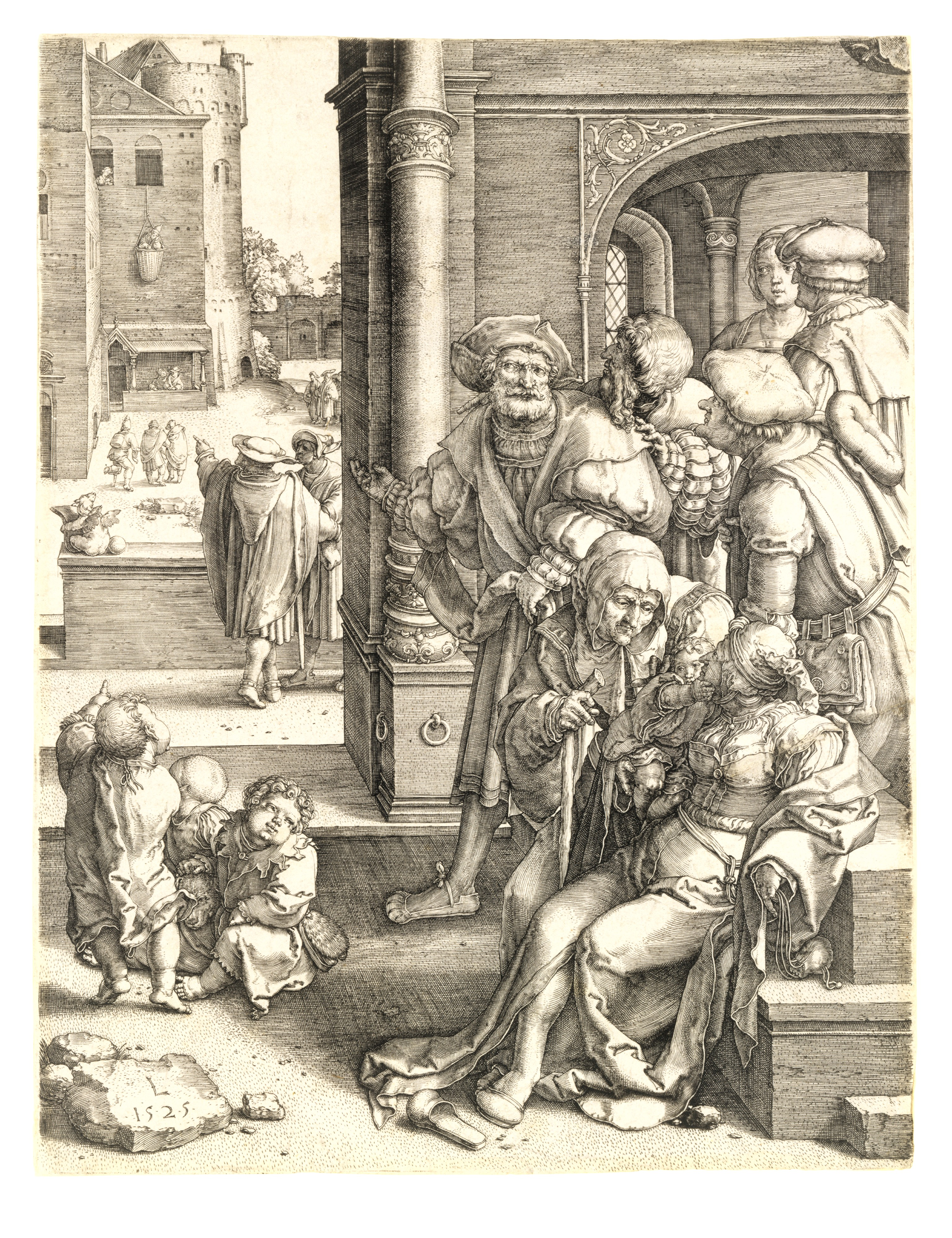
Положение Вергилия. 1525. Резцовая гравюра на меди
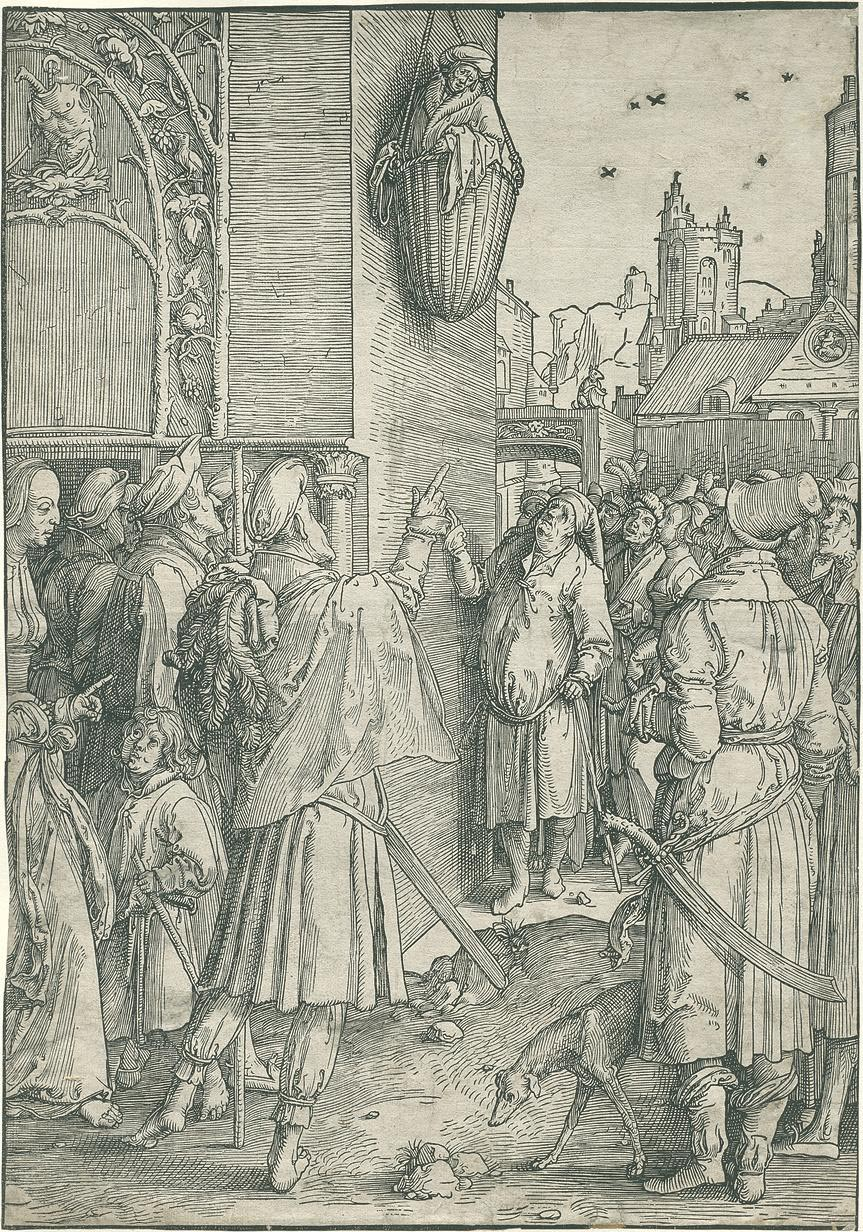
Вергилий в корзине. Ок. 1514. Резцовая гравюра на меди
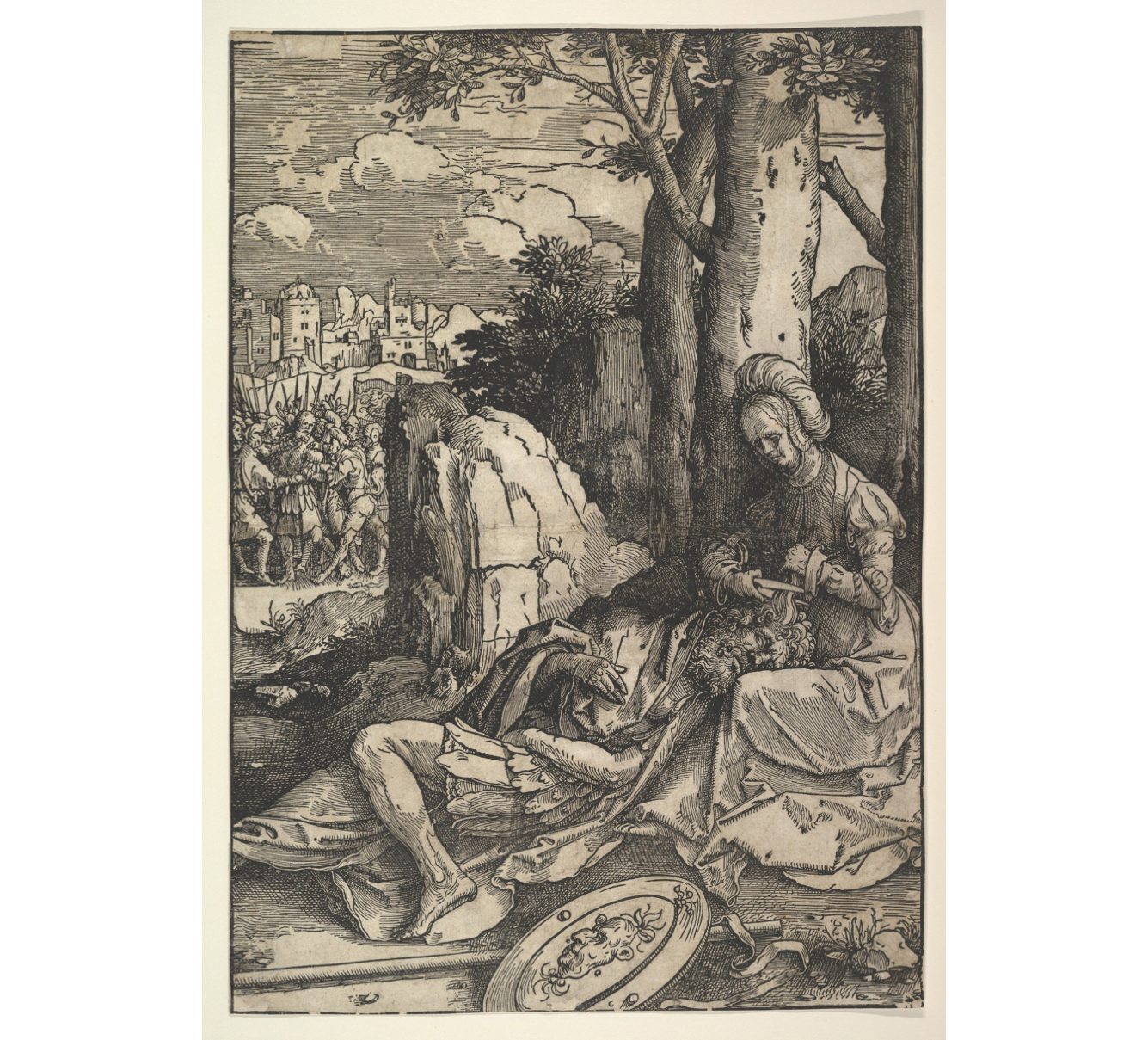
Самсон и Далила. Резцовая гравюра на меди
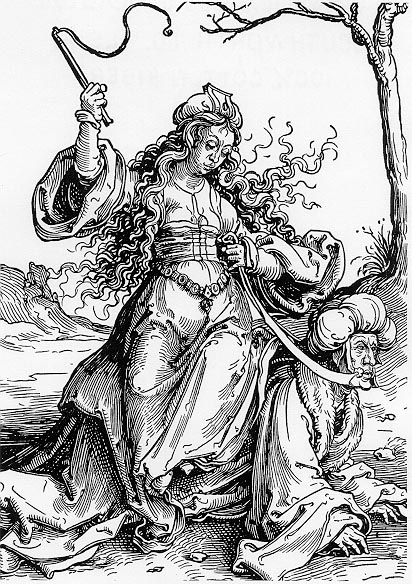
Аристотель и Кампаспа (Филлис). Обрезная гравюра на дереве
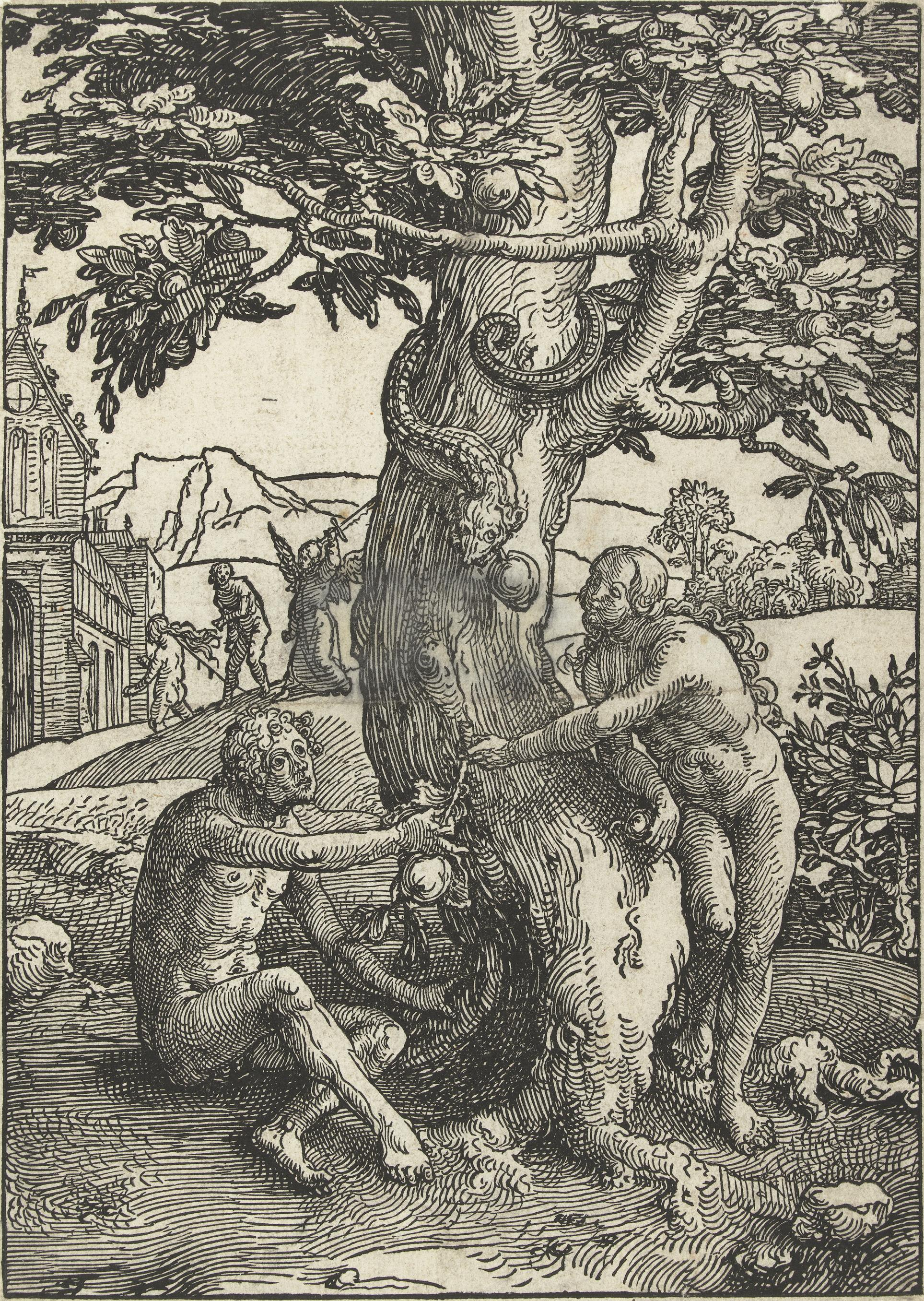
Падение человека. Между 1515 и 1519. Обрезная гравюра на дереве